# Una sombra al frente
Una sombra al frente es una película peruana dirigida por Augusto Tamayo San Román e inspirada en la novela del mismo nombre del escritor Augusto Tamayo Vargas. En 2008 fue la candidata de Perú para los Premios Óscar en la categoría mejor película de habla no inglesa y para los Premios Goya en la categoría mejor película extranjera de habla hispana.
Ambientada en los comienzos del siglo XX, narra las activididades de un joven ingeniero peruano que busca conectar la selva amazónica con el resto del Perú. Fue grabada en Lima (principalmente en el Centro histórico) y Chanchamayo. La historia de esta película tiene como tema la comunicación. Es la historia de un peruano emprendedor, Enrique Aet, encarna el intenso deseo de comunicación de un país en progreso.

## Argumento
La película se centra en una etapa importante de la vida del ingeniero Enrique Aet (Diego Bertie). Joven ingeniero de caminos, Aet es un profesional empeñado en la construcción de vías de comunicación a principios del siglo XX en el Perú, 1908. Aet desea unirse al cambio en el ámbito comercial y empresarial que hicieron con éxito mucha empresa en la época.
Son épocas de construcción y de desarrollo fuertemente influenciadas por el espíritu positivista de una República que está abocada a integrar un país de geografía agreste y difícil. Salida de una destructora guerra a fines del siglo anterior, la República Peruana ha iniciado su avance hacia la apartadas pero importantes regiones de la selva, en un intento por incorporar la enorme Amazonia al resto del país.

## Reparto
| Actor                       | Personaje                 |
| --------------------------- | ------------------------- |
| Diego Bertie                | Enrique Aet               |
| Vanessa Saba                | Doris Beltrán             |
| Gonzalo Molina              | Oswaldo Aet               |
| Rossana Fernández-Maldonado | Rosa Aet                  |
| Milena Alva                 | Guillermina Aet           |
| Arturo Prato                | Joven Enrique Aet         |
| Paul Vega                   | Rodolfo Rodríguez         |
| Gianfranco Brero            | Joaquín Cañedo            |
| Alberto Ísola               | Don Felipe Beltrán        |
| Cécica Bernasconi           | María Cristina            |
| Lorena Navarro              | Anita                     |
| Carlos Carlín               |                           |
| Enrique Victoria            |                           |
| Wendy Vásquez               |                           |
| Bárbara Cayo                |                           |
| Daniela Winder              | Rosita                    |
| Carlos Gassols              | Presidente Augusto Leguía |
| Jorge Chiarella             |                           |
| Nidia Bermejo               |                           |
| Pierina Pirotta             |                           |
| Alfonso Dibós               |                           |
| Nicolás Fantinato           |                           |